# خط طول 91° شرق
خط طول 91° شرق هو أحد خطوط الطول الجغرافية، والتي تمتد من القطب الشمالي الجغرافي إلى القطب الجنوبي الجغرافي، وحسب التحويل الزمني يتقدم خط طول 91° شرق عن خط غرينتش بـ6 ساعة و4 دقيقة.

## من القطب إلى القطب
ينطلق خط طول 91° شرق من القطب الشمالي نحو القطب الجنوبي مرورا بالمناطق التي ترد في الجدول التالي:
| الإحداثيات                         | البلد أو الإقليم أو البحر | ملاحظات |
| ---------------------------------- | ------------------------- | --- |
| 90°0′N 91°0′E / 90.000°N 91.000°E  | المحيط المتجمد الشمالي    | |
| 81°13′N 91°0′E / 81.217°N 91.000°E | روسيا                     | كراسنويارسك كراي — جزيرة شميدت, سيفيرينيا زيمليا |
| 81°2′N 91°0′E / 81.033°N 91.000°E  | بحر كارا                  | Passing just west of Pioneer Island, سيفيرينيا زيمليا, كراسنويارسك كراي, روسيا |
| 79°34′N 91°0′E / 79.567°N 91.000°E | روسيا                     | كراسنويارسك كراي — Sedov Archipelago, سيفيرينيا زيمليا |
| 79°32′N 91°0′E / 79.533°N 91.000°E | بحر كارا                  | Passing just east of the Kirov Islands, كراسنويارسك كراي, روسيا |
| 75°36′N 91°0′E / 75.600°N 91.000°E | روسيا                     | كراسنويارسك كراي خقاسيا — from 54°37′N 91°0′E / 54.617°N 91.000°E Krasnoyarsk Krai — from 52°37′N 91°0′E / 52.617°N 91.000°E توفا — from 51°56′N 91°0′E / 51.933°N 91.000°E |
| 50°28′N 91°0′E / 50.467°N 91.000°E | منغوليا                   | |
| 46°46′N 91°0′E / 46.767°N 91.000°E | جمهورية الصين الشعبية     | سنجان |
| 46°25′N 91°0′E / 46.417°N 91.000°E | منغوليا                   | |
| 46°8′N 91°0′E / 46.133°N 91.000°E  | جمهورية الصين الشعبية     | Xinjiang - for about 16 كـم (9.9 ميل) |
| 46°0′N 91°0′E / 46.000°N 91.000°E  | منغوليا                   | |
| 45°12′N 91°0′E / 45.200°N 91.000°E | جمهورية الصين الشعبية     | Xinjiang تشينغهاي — from 38°42′N 91°0′E / 38.700°N 91.000°E Xinjiang — from 37°30′N 91°0′E / 37.500°N 91.000°E Qinghai — from 36°55′N 91°0′E / 36.917°N 91.000°E Xinjiang — from 36°33′N 91°0′E / 36.550°N 91.000°E Qinghai — from 36°6′N 91°0′E / 36.100°N 91.000°E منطقة التبت ذاتية الحكم — from 33°14′N 91°0′E / 33.233°N 91.000°E, passing just west of شينغوان (at 29°39′N 91°8′E / 29.650°N 91.133°E) |
| 28°0′N 91°0′E / 28.000°N 91.000°E  | بوتان                     | |
| 26°47′N 91°0′E / 26.783°N 91.000°E | الهند                     | آسام ميغالايا — from 25°53′N 91°0′E / 25.883°N 91.000°E |
| 25°11′N 91°0′E / 25.183°N 91.000°E | بنغلاديش                  | Mainland and islands in the Ganges Delta |
| 22°14′N 91°0′E / 22.233°N 91.000°E | المحيط الهندي             | |
| 60°0′S 91°0′E / 60.000°S 91.000°E  | المحيط الجنوبي            | |
| 66°37′S 91°0′E / 66.617°S 91.000°E | القارة القطبية الجنوبية   | الإقليم الأسترالي في القارة القطبية الجنوبية, المطالب الإقليمية بالقارة القطبية الجنوبية by أستراليا |